# Clădirea fostei biserici evangheliste (Hlinaia)
Clădirea fostei biserici evangheliste este o clădire amplasată în Hlinaia, Unitățile Administrativ-Teritoriale din Stînga Nistrului, Republica Moldova. Este un monument arhitectural de importanță națională inclus în Registrul monumentelor Republicii Moldova ocrotite de stat cu nr. 504 (raionul Grigoriopol). Datează din 1846.